# Коршору
Коршору (рум. Corșoru) — село у повіті Горж в Румунії. Входить до складу комуни Алімпешть.
Село розташоване на відстані 195 км на захід від Бухареста, 41 км на схід від Тиргу-Жіу, 83 км на північ від Крайови.

## Населення
За даними перепису населення 2002 року у селі проживали 355 осіб, усі — румуни. Усі жителі села рідною мовою назвали румунську.